# 谌玥
谌玥（1997年5月15日—），中国女子篮球运动员。

## 简历
谌玥1997年5月出生于宁夏回族自治区银川市，父亲谌彬亦是篮球运动员。她曾于2009年7月接受中国中央电视台少儿频道《新闻袋袋裤》的采访。
于清华大学附属中学毕业后，因篮球天賦獲美国加州大学柏克莱分校以全额奖学金录取，成为該校女子篮球队球员。
2021年9月在陕西省举办的中华人民共和国第十四届全国运动会上随江苏女篮获得亚军。